# アルミン・フェー
アルミン・フェー（Armin Veh, 1961年2月1日 - ）は、ドイツ・アウクスブルク出身の元サッカー選手、サッカー指導者。

## 経歴

### 選手として
現役時代はドイツ・ブンデスリーガのボルシア・メンヒェングラートバッハやスイスのFCザンクト・ガレンなどでプレーするが、特に顕著な実績はなく、1990年に引退。

### 指導者として
引退後は指導者としてFCアウクスブルクなどで監督を務め、アマチュアからレギオナルリーガ（実質3部）へと導いた。
2006年2月、成績不振を理由にシーズン途中で解任されたジョバンニ・トラパットーニの後釜としてVfBシュトゥットガルトの監督に就任。トップリーグの経験はハンザ・ロストックでの1シーズン（2002-2003シーズン）のみであったため、次期監督が決まるまでの「繋ぎ役」と予想されていたが、2006-2007シーズン、チームは躍進を遂げ、5度目のブンデスリーガ優勝を決める。2008年11月、成績不振のため、シュトゥットガルト監督を解任。
2009年7月よりVfLヴォルフスブルクの監督兼スポーツディレクターを務めるも、2010年1月に解任が発表された。
2010年7月よりハンブルガーSVの監督を務めるも、ハイコ・ヴェスターマンを筆頭に、ゴイコ・カチャルら実力者を多数抱えながらも、またしてもチームを掌握できず、2011年3月8日に2010-11シーズン限りの退任を表明していたが、12日のバイエルン・ミュンヘン戦での0-6と大敗を受け、予定より2か月早く解任された。3年連続のシーズン途中解任となった。これにより、彼にもうオファーは来ないとさえ思われていた。
2011-12シーズンからブンデス2部に降格したばかりのアイントラハト・フランクフルトの監督に就任。アレクサンダー・マイアーが得点を量産したこともあり、1年で昇格のノルマを達成した。2012-13シーズンもマイアーや乾貴士の活躍もあり、魅力的な攻撃サッカーでリーグを席巻し、昇格組ながら、UEFAヨーロッパリーグ出場圏内の6位で終え、その間の2013年3月26日にフランクフルトと2014年まで契約を延長することで合意した。
2014年3月3日、2013-14シーズン限りでの退任を明らかにした。フランクフルトでの3年間でタイトルこそ取れなかったが、フェー自身監督キャリアで久々の契約満了での退団となった。
2014年5月12日、VfBシュトゥットガルトの監督に7月から就任することが発表された。しかし第12節終了時点で最下位となるなど成績不振の責任を取り辞任した。
2015年6月14日、アイントラハト・フランクフルトの監督に復帰することが発表された。契約期間は2017年6月までの2年間だったが、2016年3月6日に成績低迷により途中解任された。
2017年12月6日、1.FCケルンのスポーツディレクターに就任した。これを機に監督業からの引退を表明した。

## エピソード・評価
アウクスブルクをアマチュアからレギオナルリーガに導いた1993-94シーズンとシュトゥットガルトをブンデスリーガ制覇に導いた2006-07シーズン以外はすべてチームを崩壊させ、途中解任の憂き目にあっている（そのシュトゥットガルトでも途中解任の憂き目にあっている）。ショートパス主体の攻撃サッカーを掲げるものの、戦術は皆無に等しく、ヴォルフスブルク時代は選手から失格の烙印を押されるほどだった。しかし、フランクフルトを率いてからは、結果のみならず、内容にもこだわる攻撃サッカーを掲げたことで、若手起用にも積極的となり、セバスティアン・ユング、セバスティアン・ローデなどを成長させ、ブレイクさせている。

## タイトル

### 指導者時代
VfBシュトゥットガルト
- ブンデスリーガ：1回（2006-07）

個人
- ドイツ年間最優秀監督賞：1回（2007）